# نوئه پونتی
نوئه پونتی (ایتالیایی: Noè Ponti؛ زادهٔ ۱ ژوئن ۲۰۰۱) شناگر اهل سوئیس است.
وی در مسابقات کشوری و بین‌المللی در مجموع برندهٔ ۱ مدال برنز شده‌است.